# Diocèse de Sainte-Anne-de-la-Pocatière
Le diocèse de Sainte-Anne-de-la-Pocatière (Dioecesis Sanctae Annae Pocatierensis en latin) est un diocèse de l'Église catholique au Québec au Canada. Il est situé au Bas-Saint-Laurent ainsi que dans la Chaudière Appalaches. Son siège est la cathédrale de Sainte-Anne-de-la-Pocatière. Il a été érigé canoniquement le 23 juin 1951 par le pape Pie XII à partir de l'archidiocèse de Québec dont il est maintenant le suffragant. Depuis 2017, son évêque est Pierre Goudreault.

## Description
Le diocèse de Sainte-Anne-de-la-Pocatière est l'une des 21 juridictions de l'Église catholique au Québec au Canada. Son siège épiscopal est la cathédrale de Sainte-Anne-de-la-Pocatière située à La Pocatière,,. Il est suffragant de l'archidiocèse de Québec,,. Depuis 2017, son évêque est Pierre Goudreault,,.
Le territoire du diocèse de Sainte-Anne-de-la-Pocatière s'étend sur 9 623 km2 dans la région du Bas-Saint-Laurent dans l'Est du Québec,. Il est contigu à l'archidiocèse de Québec à l'ouest, à l'archidiocèse de Rimouski au nord-est et au diocèse de Portland au Maine au sud-est. En fait, il comprend l'entièreté des municipalités régionales de comté (MRC) de Montmagny, de L'Islet et de Kamouraska ainsi que des parties des MRC de Rivière-du-Loup et du Témiscouata.
En 2017, le diocèse de Sainte-Anne-de-la-Pocatière comprend une population de 88 440 catholiques, soit plus de 95% de la population totale du territoire, desservie par un total de 56 prêtres et sept diacres permanents. La même année, les neuf unités pastorales existantes ont été abolies et remplacées par trois grandes « unités missionnaires », l'Ouest, le Centre et l'Est, qui rassemblent les 55 paroisses du diocèse,,,. En 2021, le diocèse comprend 60 églises.
Le saint patron du diocèse est sainte Anne, la mère de la Vierge Marie, dont la fête est le 26 juillet.

## Histoire
Le 23 juin 1951, le diocèse de Sainte-Anne-de-la-Pocatière a été érigé canoniquement par pape Pie XII. Auparavant, son territoire faisait partie de l'archidiocèse de Québec,,. Le même jour, l'église Sainte-Anne de La Pocatière a été élevée au titre de cathédrale. Son premier évêque fut Bruno Desrochers nommé le 13 juillet suivant. Il demaura à cette fonction jusqu'au 24 mai 1968,,,.
En 2007, les finances du diocèse sont dans un état critique.

## Évêques
| # | Nom                    | Dates                             |
| - | ---------------------- | --------------------------------- |
| 1 | Bruno Desrochers       | 13 juillet 1951 - 24 mai 1968     |
| 2 | Charles-Henri Lévesque | 17 août 1968 - 24 novembre 1984   |
| 3 | André Gaumond          | 31 mai 1985 - 16 février 1995     |
| 4 | Clément Fecteau        | 10 mai 1996 - 18 octobre 2008     |
| 5 | Yvon-Joseph Moreau     | 18 octobre 2008 - 8 décembre 2017 |
| 6 | Pierre Goudreault      | Depuis le 8 décembre 2017         |

| Nom                             | Dates                              |
| ------------------------------- | ---------------------------------- |
| Louis Joseph Jean Marie Fortier | 15 novembre 1960 - 19 janvier 1965 |
| Charles-Henri Lévesque          | 18 octobre 1965 - 17 août 1968     |

## Paroisses

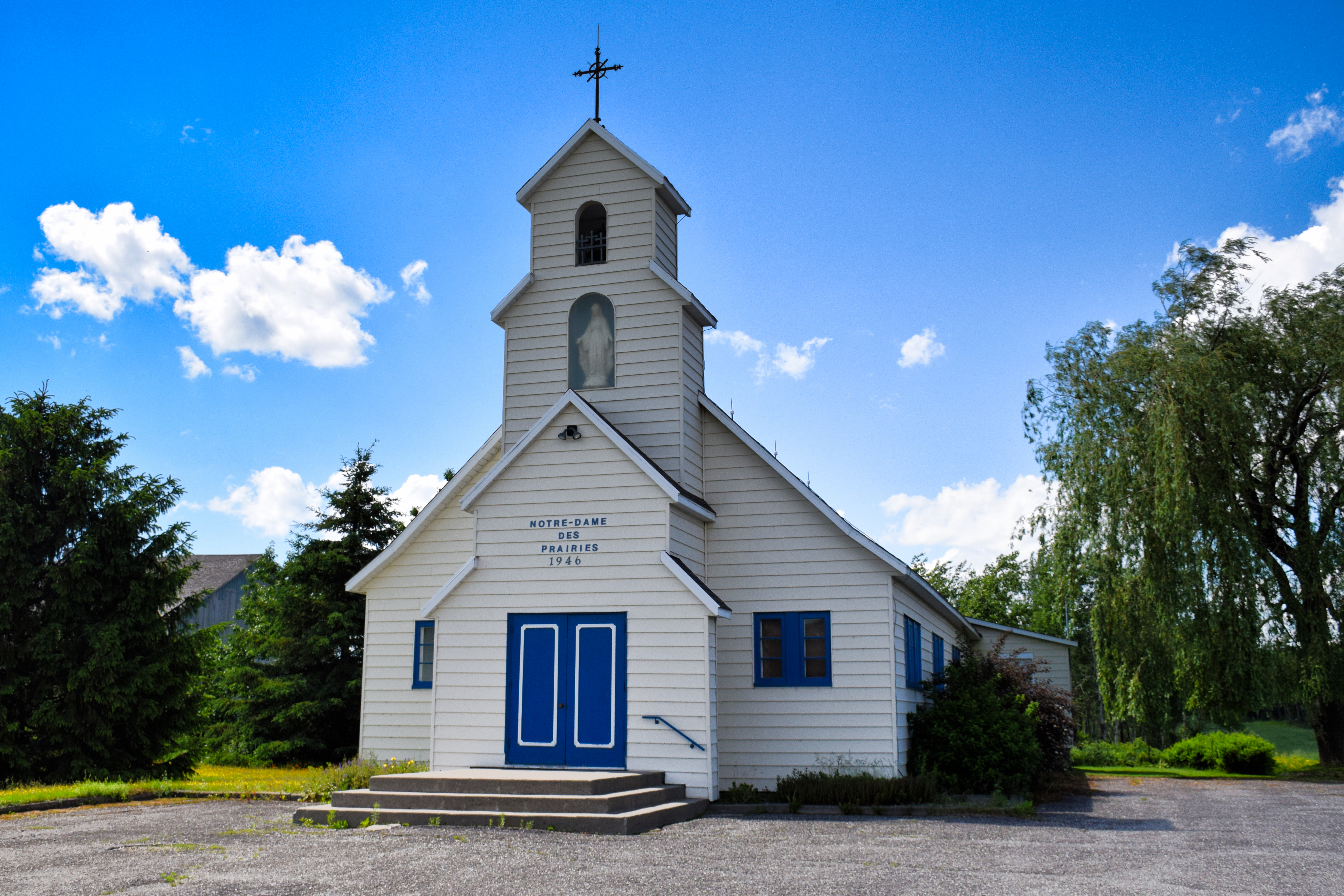
L'église Notre-Dame-des-Prairies de Saint-François-de-la-Rivière-du-Sud.

Le diocèse de Sainte-Anne-de-la-Pocatière comprend 54 paroisses réparties en trois « unités missionnaires »,,.
L'unité missionnaire Ouest comprend les 22 paroisses suivantes : Notre-Dame-de-l’Assomption, Notre-Dame-du-Rosaire, Saint-Adalbert, Saint-Antoine, Sainte-Apolline, Saint-Clément, Sainte-Euphémie, Saint-Fabien-de-Panet, Sainte-Félicité, Saint-François-de-Sales, Saint-Ignace, Saint-Juste-de-Bretenières, Saint-Léonidas de Lac-Frontière, Sainte-Lucie-de-Beauregard, Saint-Marcel, Saint-Mathieu, Saint-Omer, Saint-Pamphile, Saint-Paul-de-Montminy, Sainte-Perpétue, Saint-Pierre-du-Sud et Saint-Thomas.
L'unité missionnaire Centre comprend les 22 paroisses suivantes : Notre-Dame de Bonsecours, Notre-Dame-de-Liesse, Notre-Dame-du-Mont-Carmel, Saint-André, Sainte-Anne, Saint-Aubert, Saint-Bruno, Saint-Cyrille, Saint-Damase, Saint-Denis-de-la-Bouteillerie, Saint-Eugène, Saint-Gabriel-Lallemant, , Sainte-Hélène, Saint-Jean-Port-Joli, Saint-Joseph-de-Kamouraska, Saint-Louis-de-Kamouraska, Sainte-Louise, Saint-Onésime, Saint-Pacôme, Saint-Pascal de Kamouraska, Saint-Philippe-de-Néri et Saint-Roch-des-Aulnaies. La paroisse de Saint-Germain est dissoute et ajouter à Saint-Pascal.
L'unité missionnaire Est comprend les 10 paroisses suivantes : Marie-Médiatrice d’Estcourt, Notre-Dame-du-Portage, Saint-Alexandre, Saint-Antonin, Saint-Athanase, Saint-David, Saint-Éleuthère, Saint-Joseph, Saint-Marc et Saint-Patrice.

## Galerie

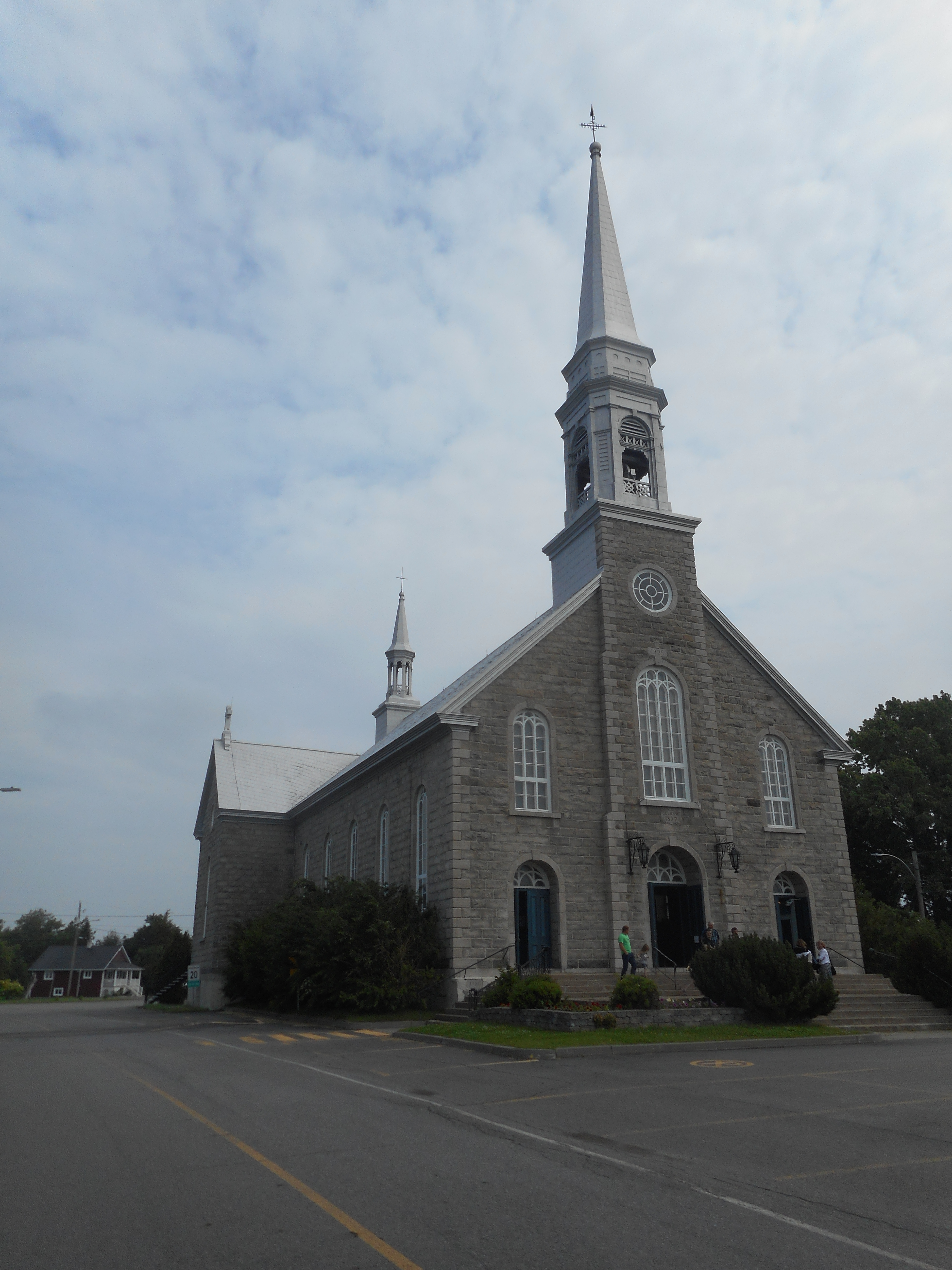
L'église Notre-Dame-de-Liesse de Rivière-Ouelle.
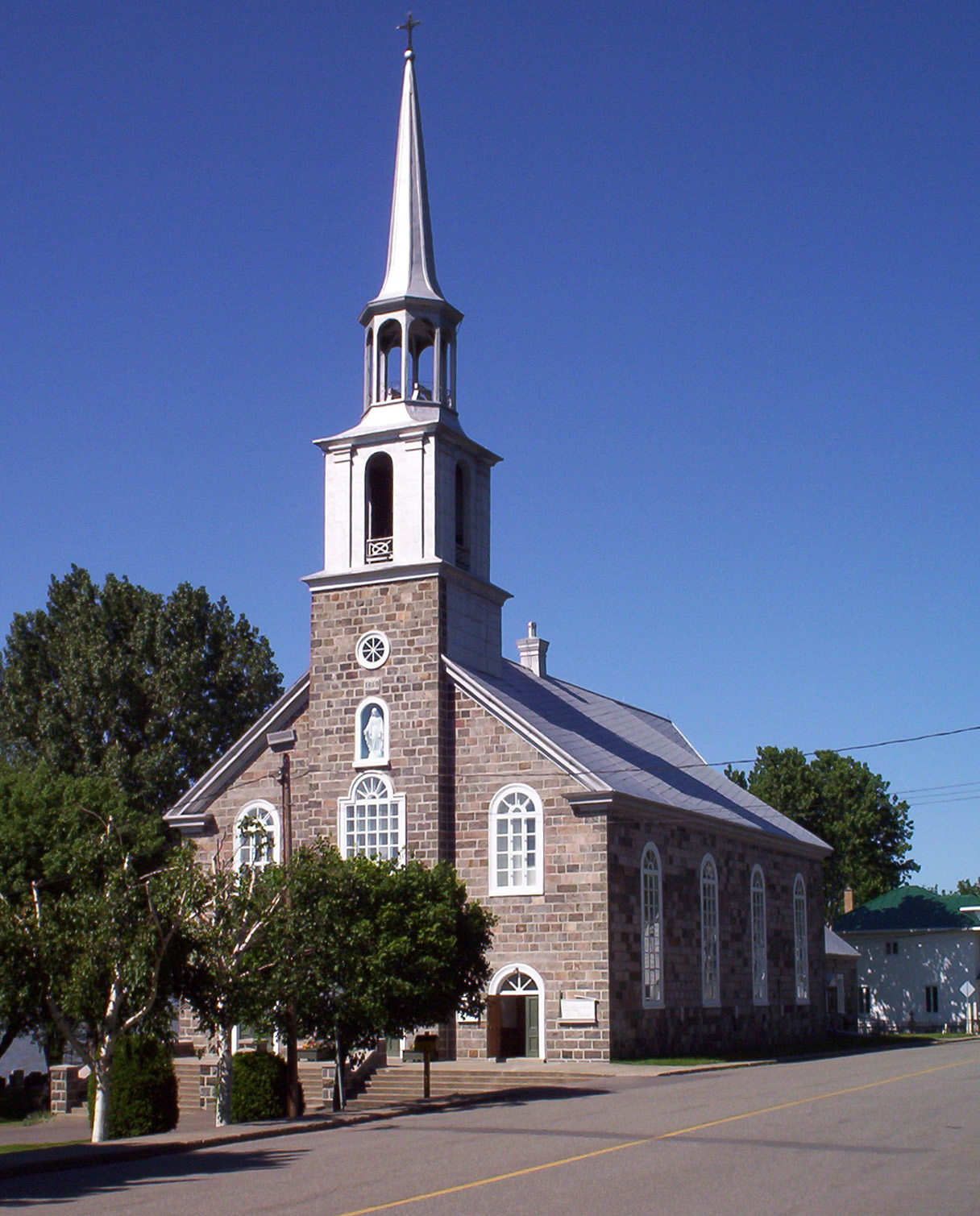
L'église Notre-Dame-du-Portage de Notre-Dame-du-Portage.
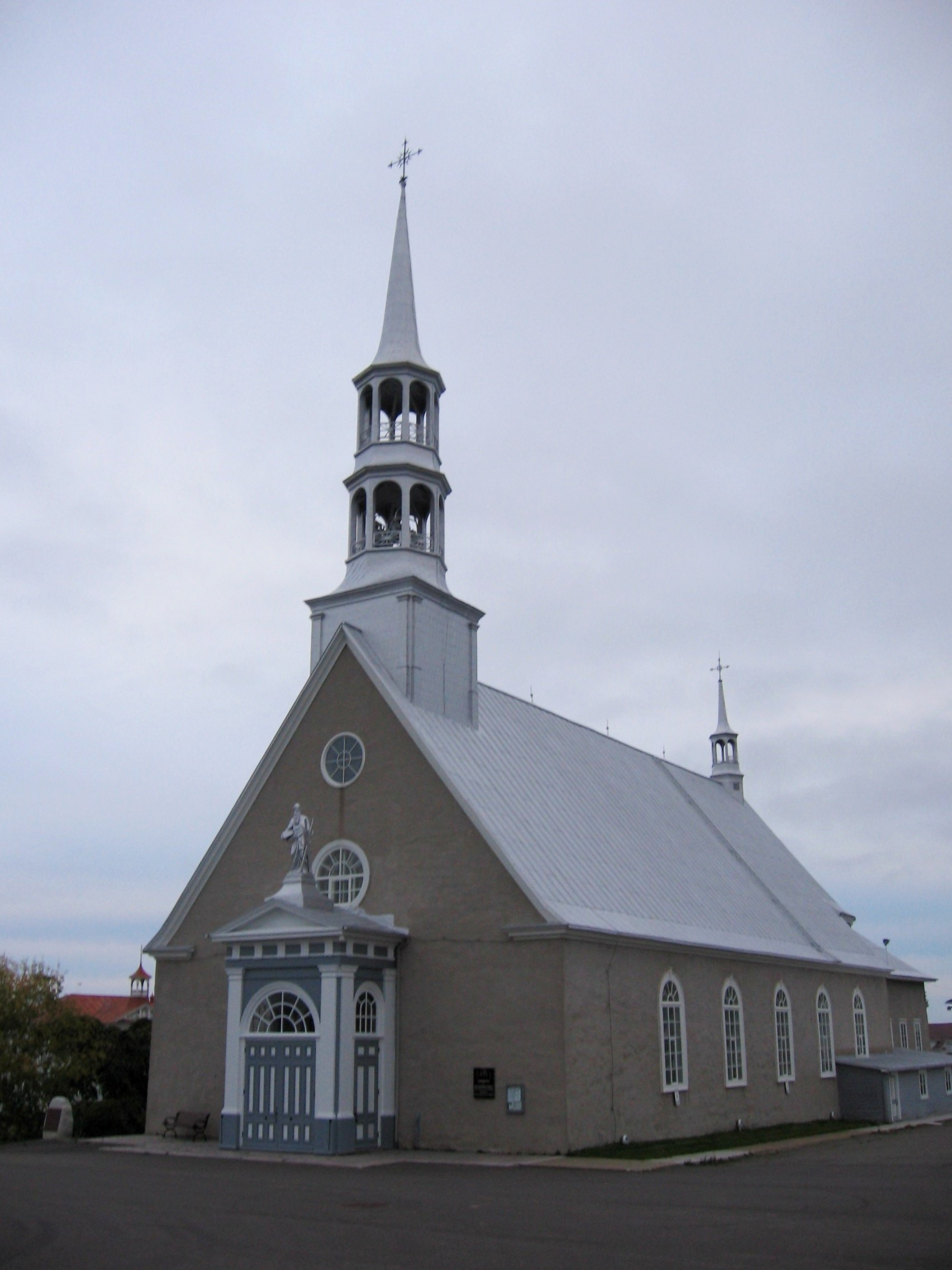
L'église Saint-André de Saint-André-de-Kamouraska.
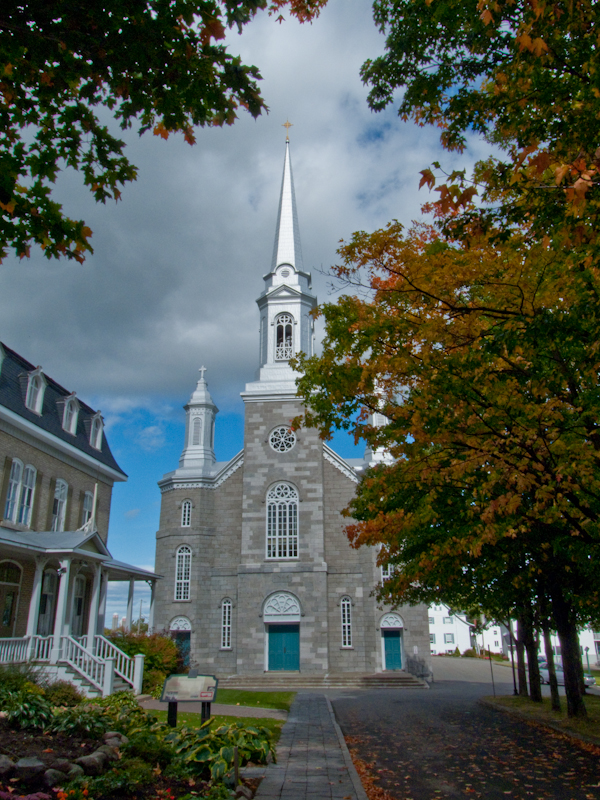
L'église Saint-François-de-Sales de Saint-François-de-la-Rivière-du-Sud.
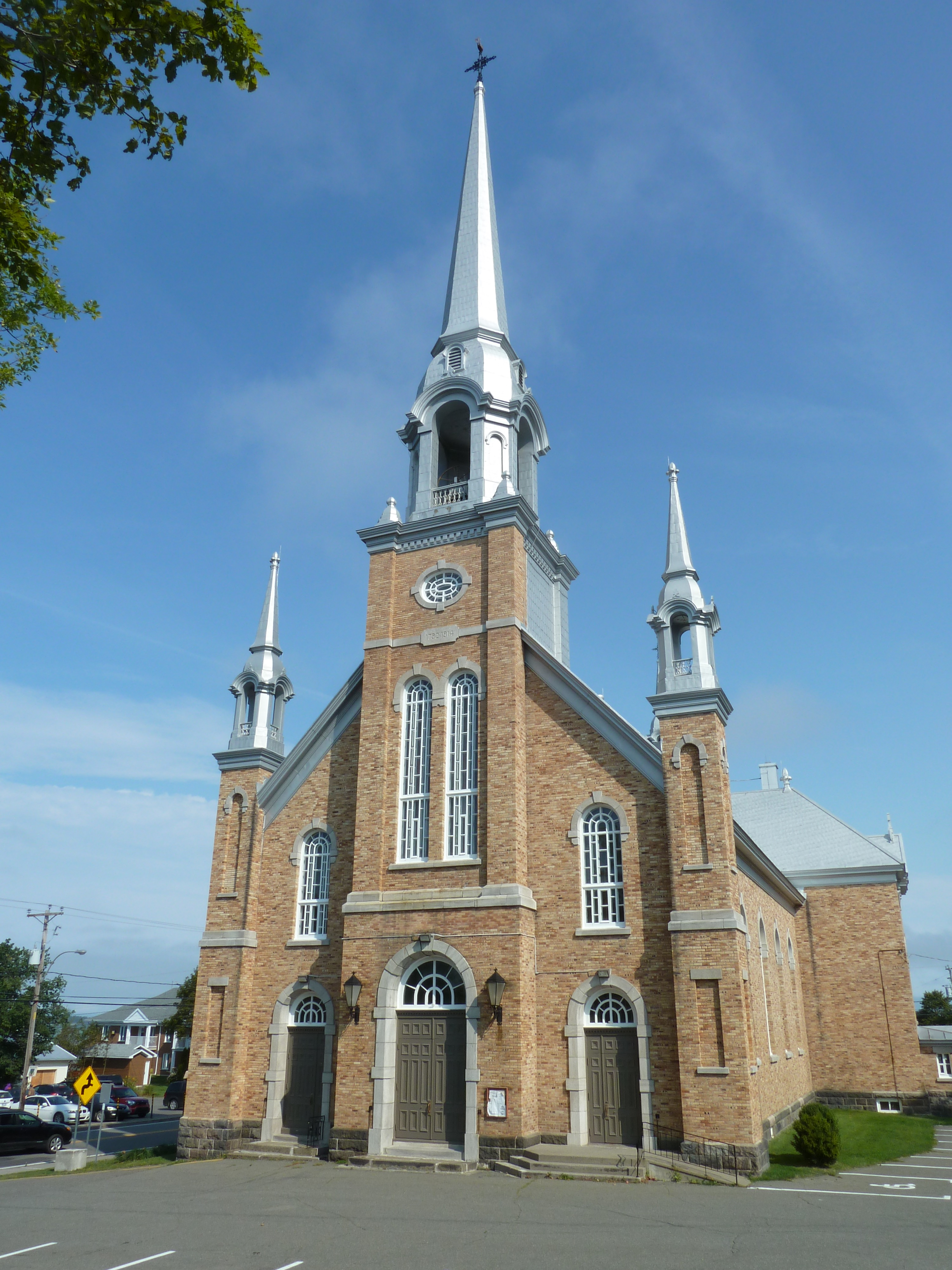
L'église Saint-Louis de Kamouraska.
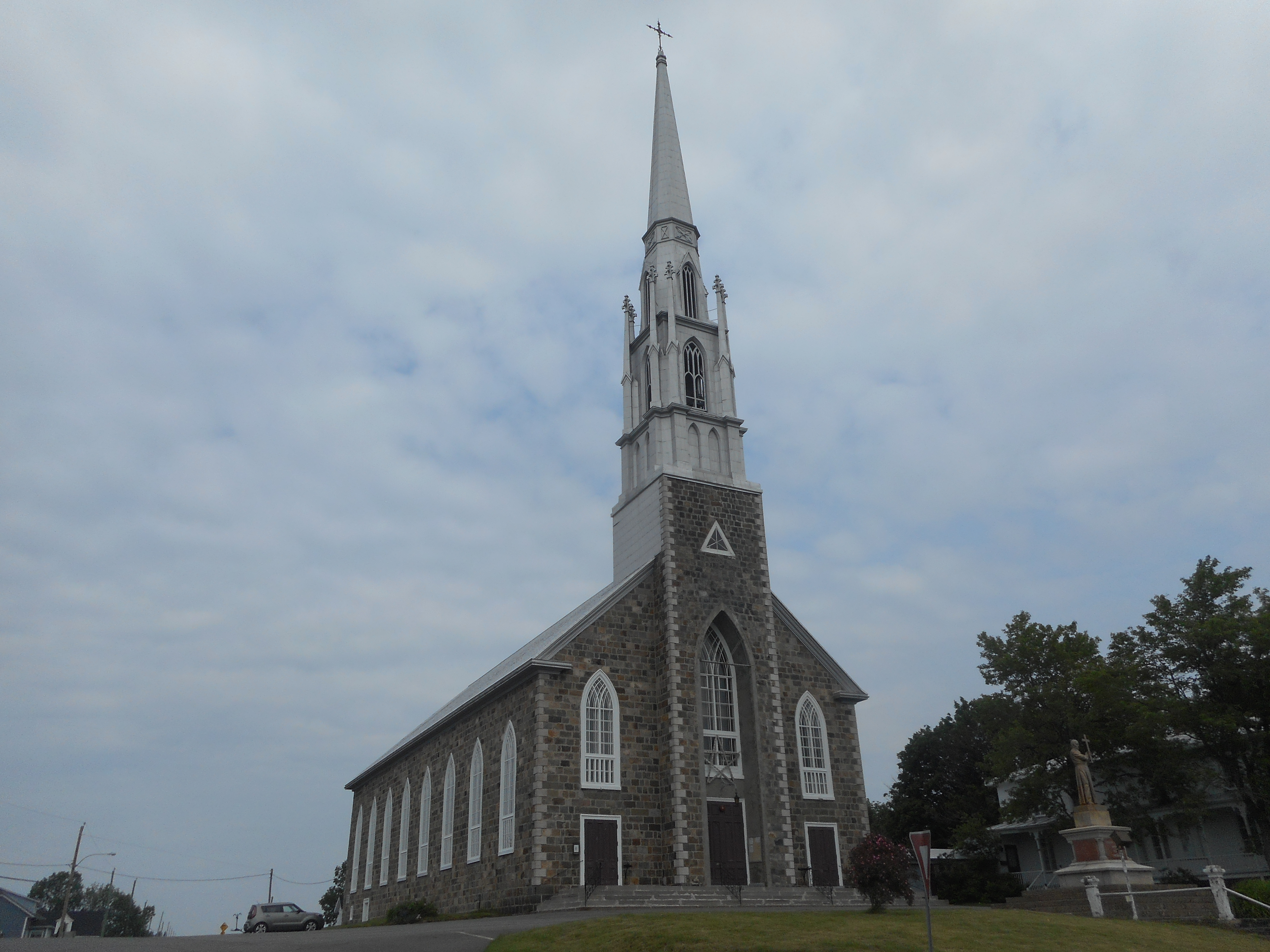
L'église Saint-Denis-De La Bouteillerie de Saint-Denis-De La Bouteillerie.
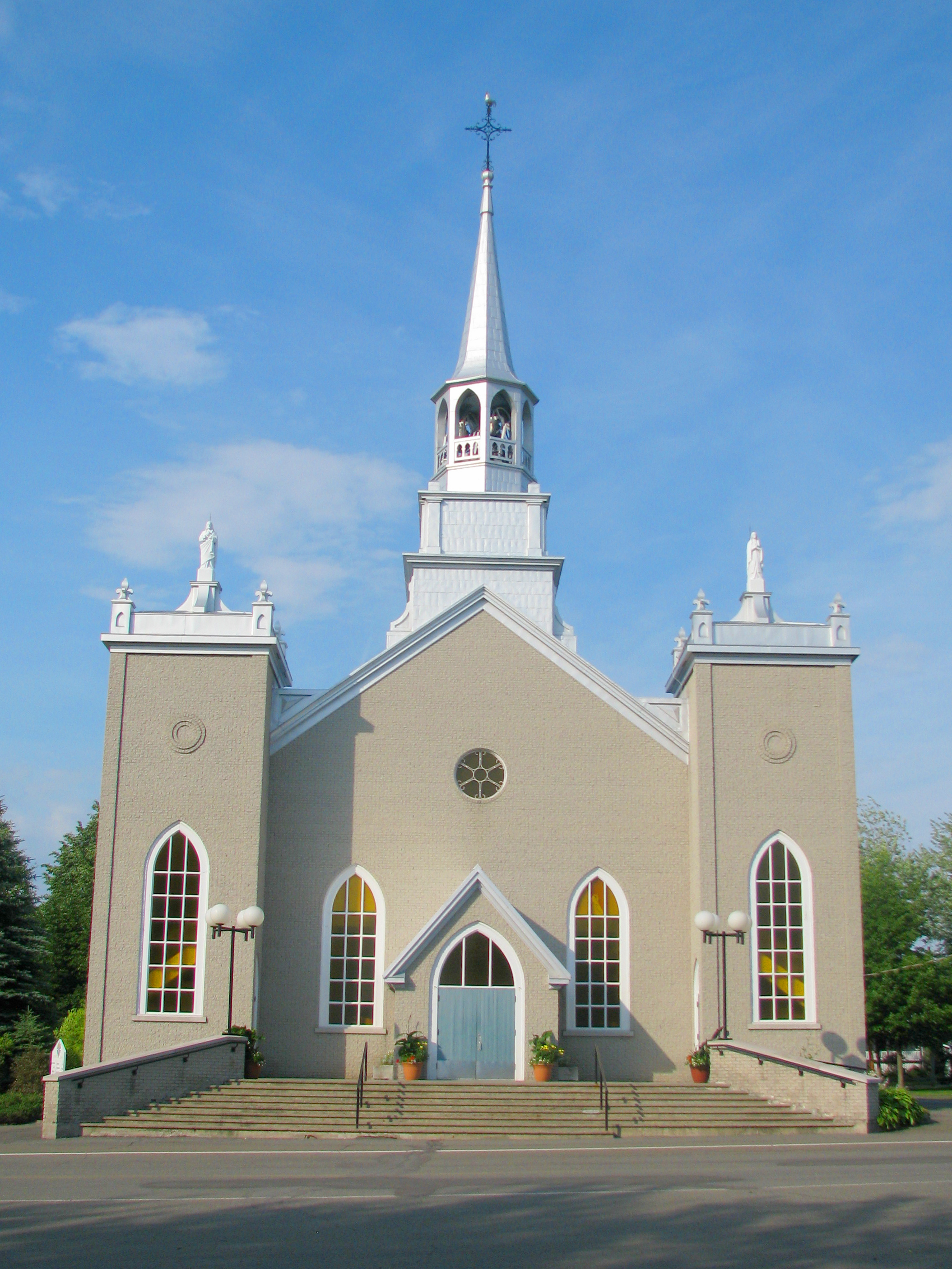
L'église Sainte-Hélène de Sainte-Hélène-de-Kamouraska.
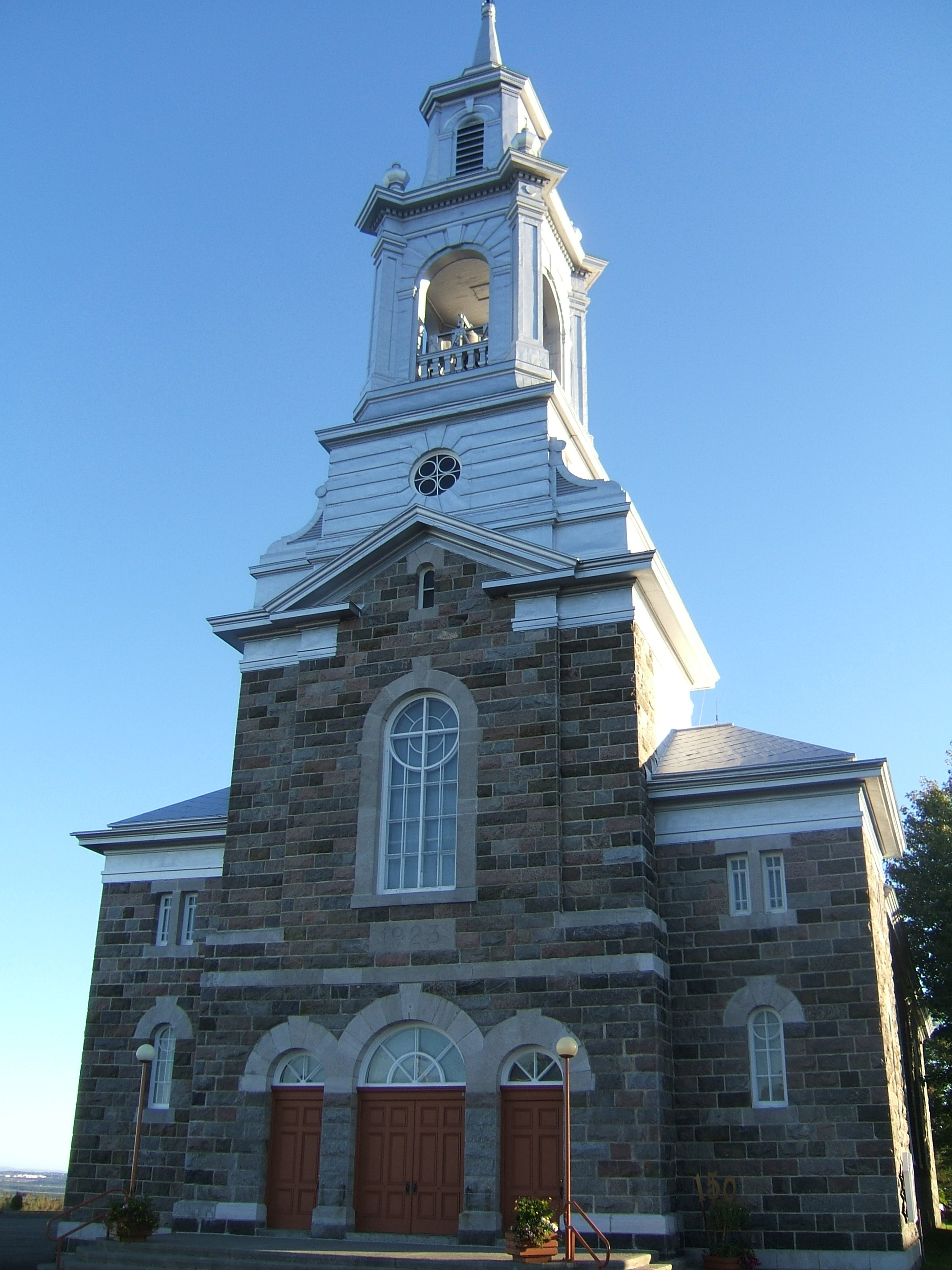
L'église Saint-Antonin de Saint-Antonin.